# 가르멜회

가르멜 수도회의 문장

가르멜 산의 성모 형제회(라틴어: Ordo Fratrum Beatissimæ Virginis Mariæ de Monte Carmelo) 또는 가르멜회(라틴어: Carmelitae)는 12세기 가르멜 산에서 설립된 가톨릭교회의 수도회이다. 하지만 가르멜회의 기원에 대한 역사적인 기록은 여전히 불분명하다. 전승에 따르면 성 베르톨도가 수도자들을 모아놓고 규율을 확립한 것이 가르멜회의 시초라고 알려져 있지만, 초창기 가르멜회의 역사에 대한 정확한 기록은 거의 남아있지 않기 때문에, 이는 후대에 생겨난 이야기일 가능성이 높다.

## 같이 보기
- 가르멜 산의 성모
- 가르멜 산의 성모 스카풀라
- 스카풀라